# Красноспинная саламандра
Красноспинная саламандра (лат. Plethodon cinereus) — вид хвостатых амфибий семейства Безлёгочные саламандры (Plethodontidae).
Общая длина достигает 5,7—10 см. Голова короткая. Глаза выпуклые. Туловище стройное. Хвост тонкий. Окрашена в серые тона всех оттенков с красной полосой вдоль спины.
Любит леса, парки, сады. Днём скрывается в опавшей листве, под деревьями, в пнях, может рыть норки во влажной мягкой земле. Известная своей приверженностью к одним и тем же тайникам. Одну и ту же саламандру много лет находили под одним камнем или упавшим деревом, откуда она уходила ночью и неизменно возвращалась днём. Питается мелкими беспозвоночными.
Половая зрелость наступает в 2 года. Спаривание, при котором самец передает в клоаку самки сперматофоры, происходит в октябре-декабре. В июне-июле следующего года самка откладывает комок из 8—17 яиц под камни или в ямки влажной почвы под лесной подстилкой. Она предохраняет кладку до появления личинок, которое происходит в августе. Личинки сначала длиной 1,9 см, имеют короткие наружные жабры, которые исчезают через несколько дней, развитие продолжается на суше ещё 2—3 месяца.
Вид распространён в США (штаты: Миннесота, Висконсин, Иллинойс, Индиана, Мичиган, Огайо, Северная Каролина, Вирджиния, Западная Вирджиния, Мэриленд, Делавэр, Пенсильвания, Нью-Джерси, Нью-Йорк, Новая Англия) и Канаде (провинции: Онтарио, Квебек, Нью-Брансвик, Новая Шотландия).